# Amblyomma
Amblyomma är ett släkte av fästingar som ingår i familjen hårda fästingar.

## Utvecklingscykel
Dessa fästingar har en ovanlig utvecklingscykel: Fyra utvecklingsstadier: ägg, larv, nymf, fullvuxen. Som larv har den sex ben. För varje utvecklingsstadium flyttar fästingen till ett nytt värddjur. Slutligen som fullvuxen har den fått åtta ben.

## Arter
- Amblyomma albolimbatum
- Amblyomma albopictum
- Amblyomma americanum
- Amblyomma antillorum
- Amblyomma arcanum
- Amblyomma argentinae
- Amblyomma astrion
- Amblyomma aureolatum
- Amblyomma auricularium
- Amblyomma australiense
- Amblyomma babirussae
- Amblyomma beaurepairei
- Amblyomma boulengeri
- Amblyomma brasiliense
- Amblyomma breviscutatum
- Amblyomma cajennense
- Amblyomma calabyi
- Amblyomma calcaratum
- Amblyomma chabaudi
- Amblyomma clypeolatum
- Amblyomma coelebs
- Amblyomma cohaerens
- Amblyomma compressum
- Amblyomma cordiferum
- Amblyomma crassipes
- Amblyomma crassum
- Amblyomma crenatum
- Amblyomma cruciferum
- Amblyomma darwini
- Amblyomma dissimile
- Amblyomma dubitatum
- Amblyomma eburneum
- Amblyomma echidnae
- Amblyomma elaphense
- Amblyomma exornatum
- Amblyomma extraoculatum
- Amblyomma falsomarmoreum
- Amblyomma fimbriatum
- Amblyomma flavomaculatum
- Amblyomma fulvum
- Amblyomma fuscolineatum
- Amblyomma fuscum
- Amblyomma geayi
- Amblyomma gemma
- Amblyomma geochelone
- Amblyomma geoemydae
- Amblyomma gervaisi
- Amblyomma glauerti
- Amblyomma goeldii
- Amblyomma hainanense
- Amblyomma hebraeum
- Amblyomma helvolum
- Amblyomma hirtum.
- Amblyomma humerale
- Amblyomma imitator
- Amblyomma incisum
- Amblyomma inopinatum
- Amblyomma inornatum
- Amblyomma integrum
- Amblyomma javanense
- Amblyomma komodoense
- Amblyomma kraneveldi
- Amblyomma laticaudae
- Amblyomma latum
- Amblyomma lepidum
- Amblyomma limbatum
- Amblyomma loculosum
- Amblyomma longirostre
- Amblyomma macfarlandi
- Amblyomma macropi
- Amblyomma maculatum
- Amblyomma marmoreum
- Amblyomma moreliae
- Amblyomma moyi
- Amblyomma multipunctum
- Amblyomma naponense
- Amblyomma neumanni
- Amblyomma nitidum
- Amblyomma nodosum
- Amblyomma nuttalli
- Amblyomma oblongoguttatum
- Amblyomma orlovi
- Amblyomma oudemansi
- Amblyomma ovale
- Amblyomma pacae
- Amblyomma papuanum
- Amblyomma parkeri
- Amblyomma parvitarsum
- Amblyomma parvum
- Amblyomma pattoni
- Amblyomma paulopunctatum
- Amblyomma pecarium
- Amblyomma personatum
- Amblyomma pictum
- Amblyomma pilosum
- Amblyomma pomposum
- Amblyomma postoculatum
- Amblyomma pseudoconcolor
- Amblyomma pseudoparvum
- Amblyomma quadricavum
- Amblyomma rhinocerotis
- Amblyomma robinsoni
- Amblyomma rotundatum
- Amblyomma sabanerae
- Amblyomma scalpturatum
- Amblyomma scutatum
- Amblyomma soembawense
- Amblyomma sparsum
- Amblyomma sphenodonti
- Amblyomma splendidum
- Amblyomma squamosum
- Amblyomma supinoi
- Amblyomma sylvaticum
- Amblyomma tapirellum
- Amblyomma testudinarium
- Amblyomma tholloni
- Amblyomma tigrinum
- Amblyomma torrei
- Amblyomma transversale
- Amblyomma triguttatum
- Amblyomma trimaculatum
- Amblyomma triste
- Amblyomma tuberculatum
- Amblyomma usingeri
- Amblyomma varanense
- Amblyomma variegatum
- Amblyomma varium
- Amblyomma vikirri
- Amblyomma williamsi

## Bildgalleri

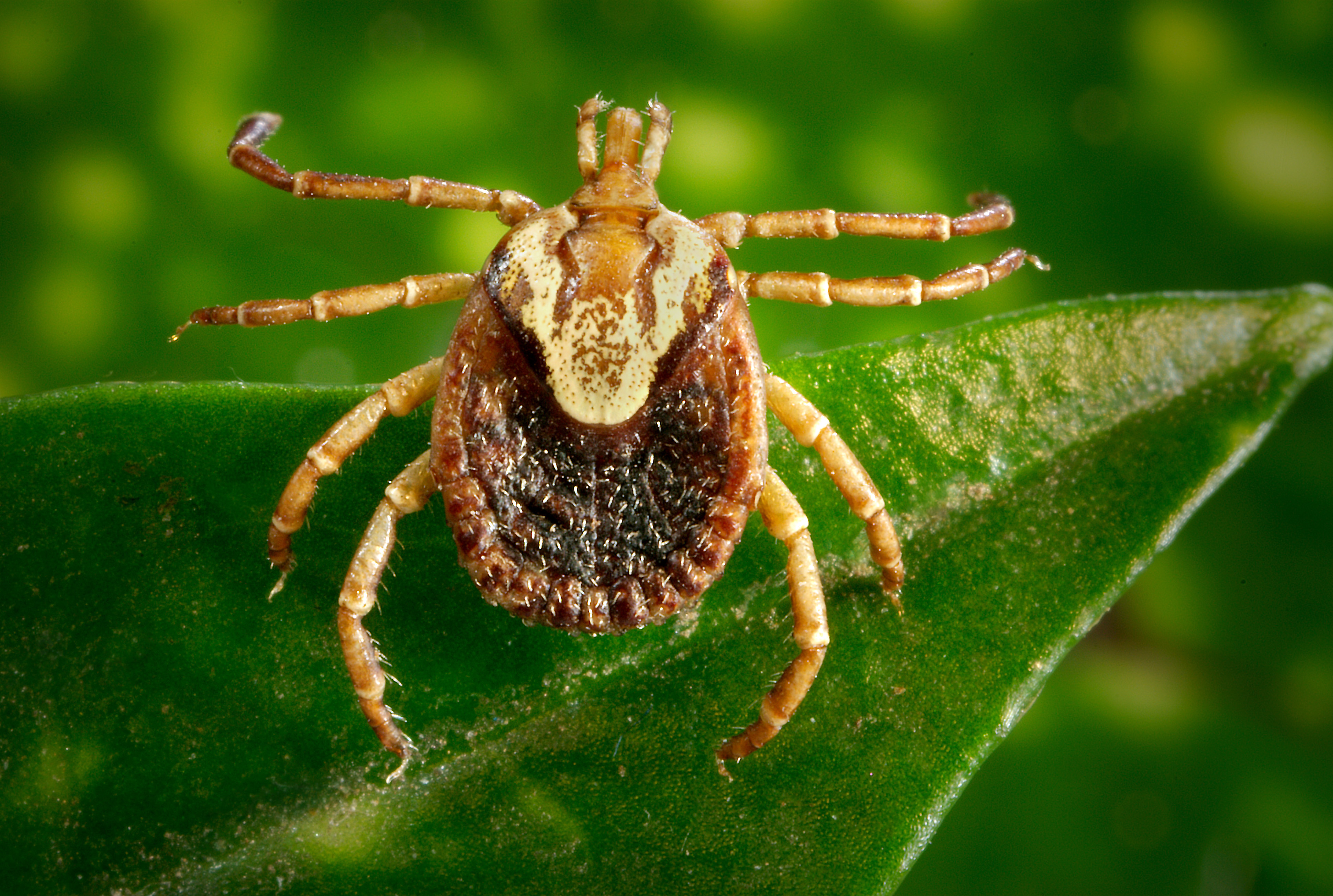
Amblyomma cajennense Hona, sedd från buksidan
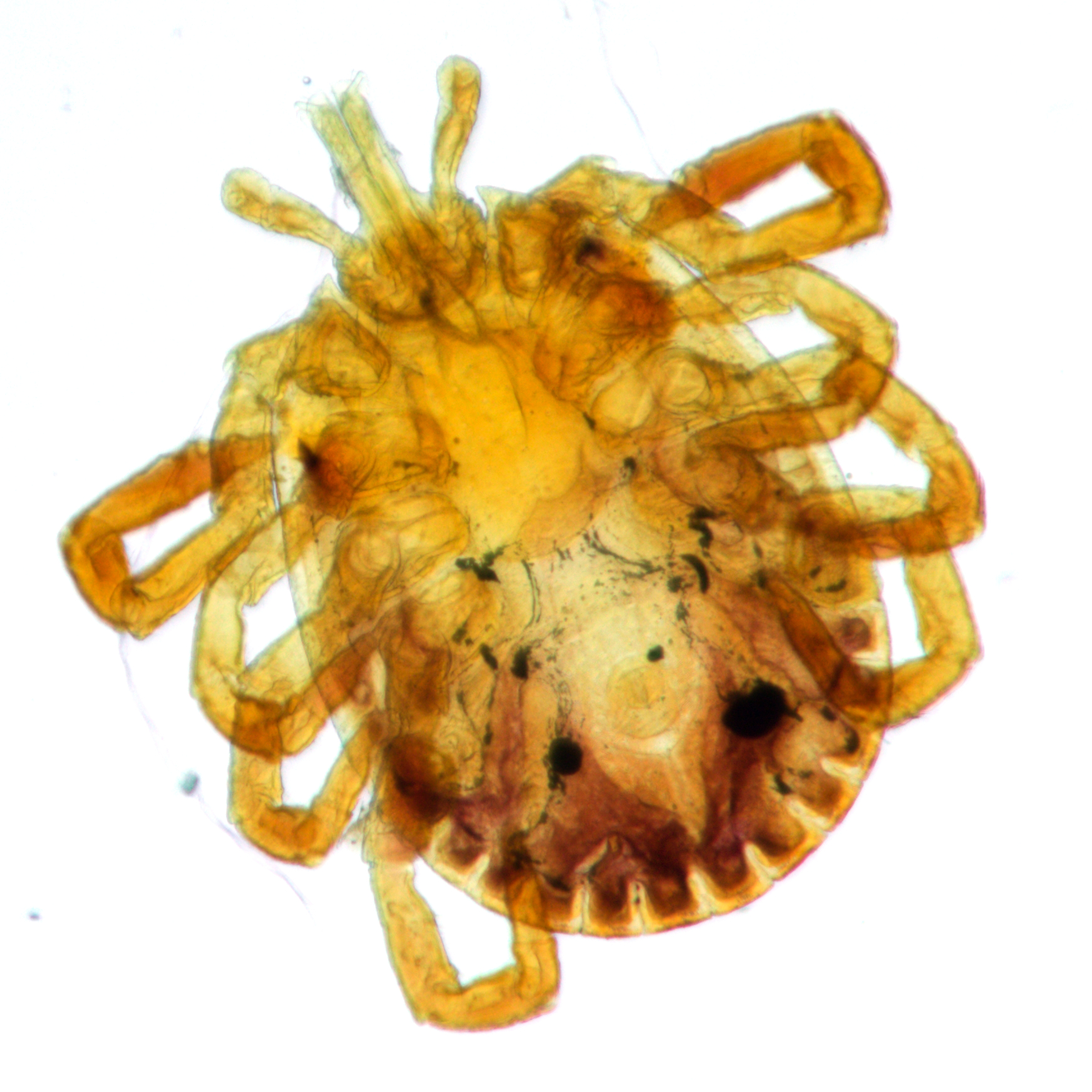
Amblyomma cajennense Mikroskoppreparat i kanadabalsam
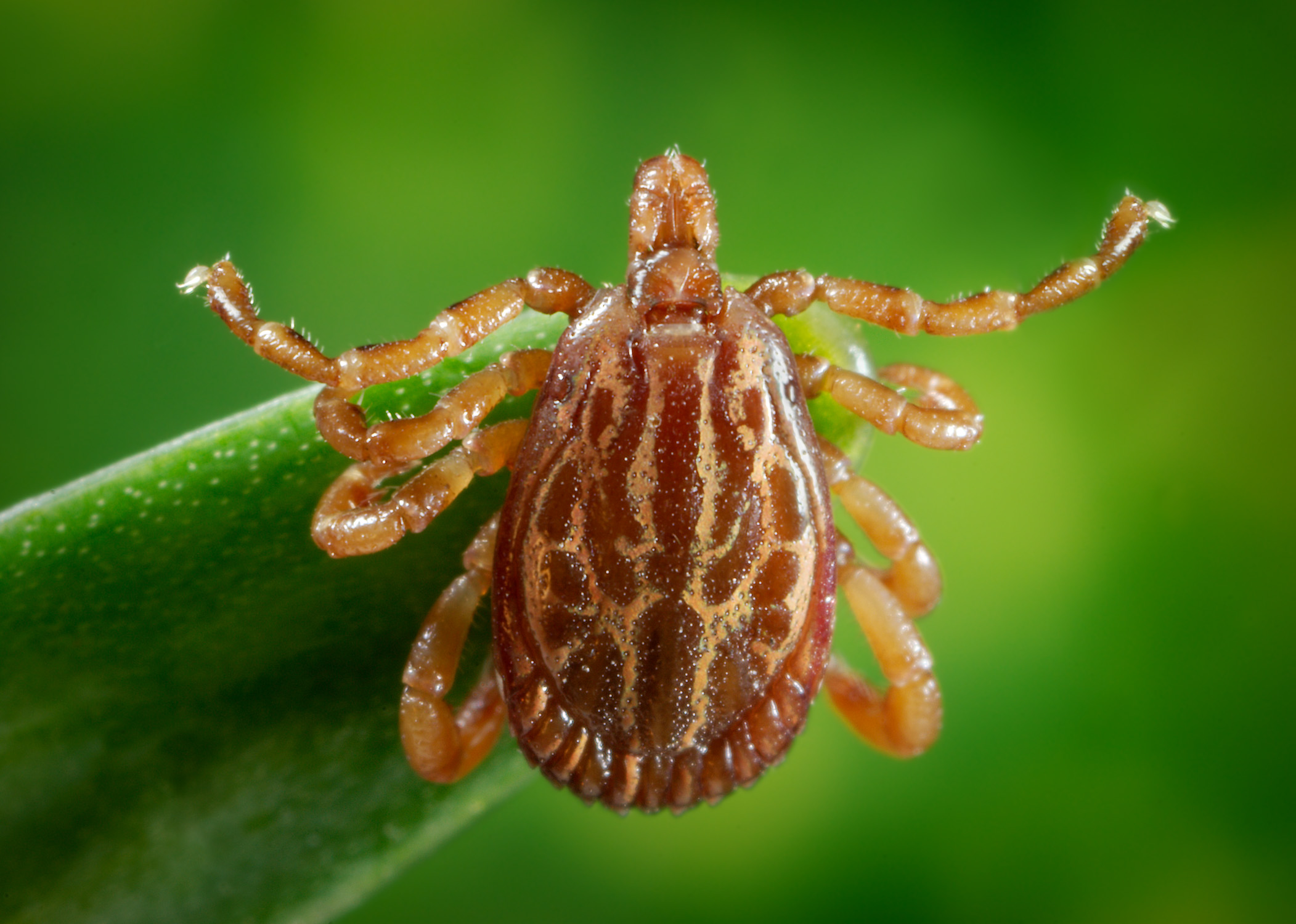
Amblyomma triste Sedd från buksidan
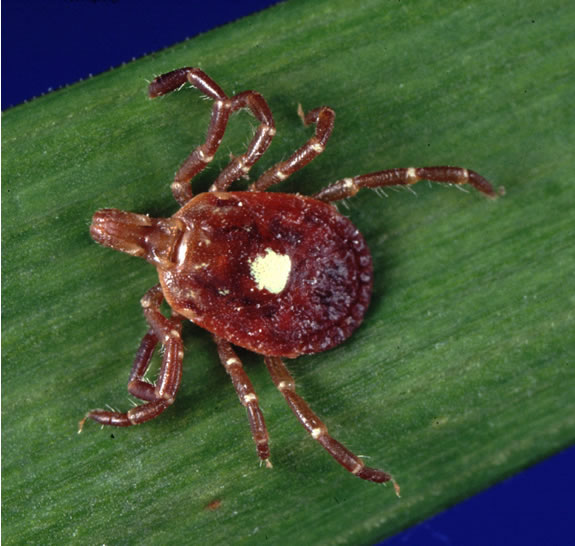
Amblyomma americanum
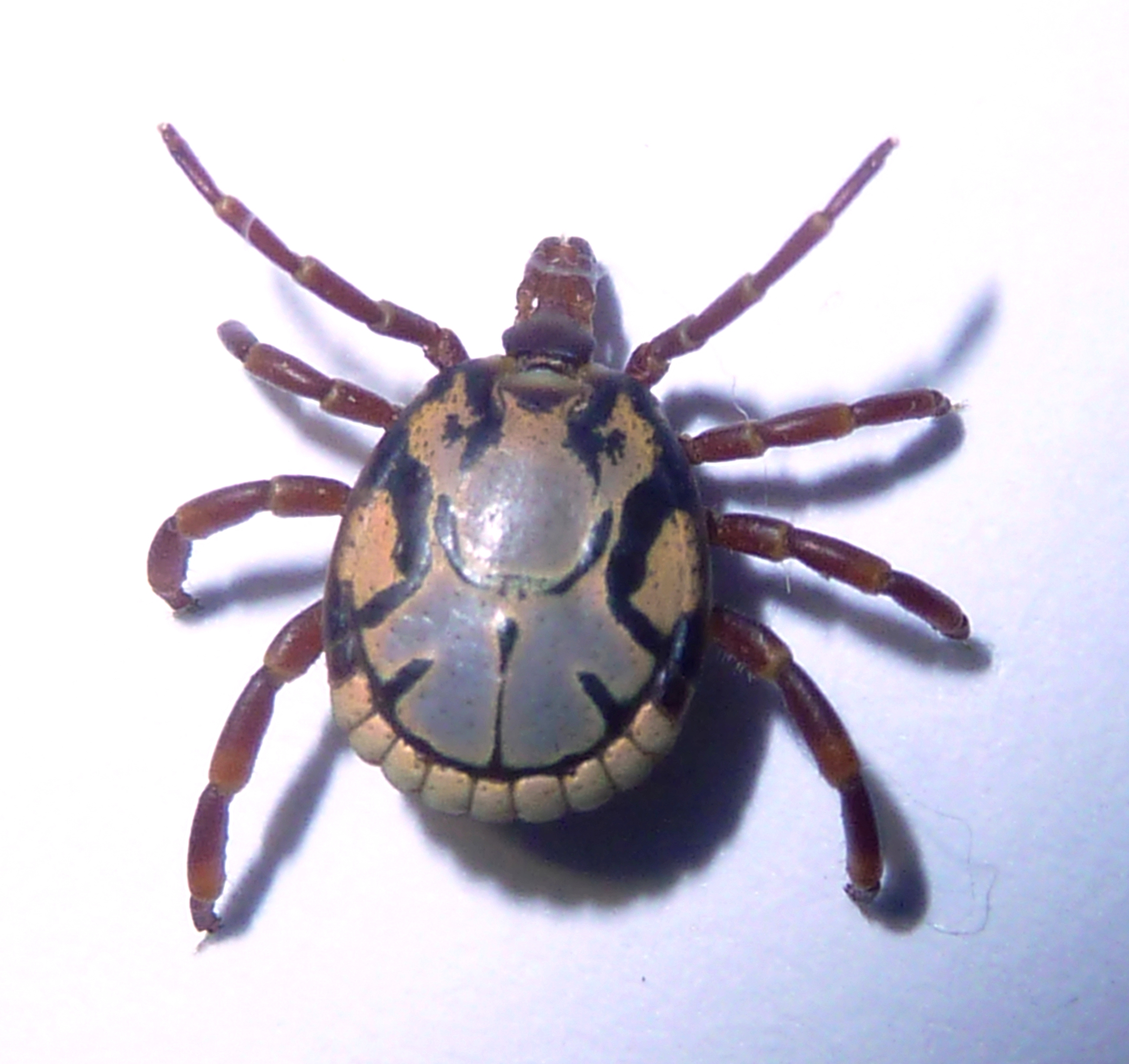
Amblyomma hebraeum Från Sydafrika